# Slovensky kopov
Lo slovenský kopov è un cane da caccia di media taglia. La razza è originaria della Slovacchia, nell'Europa centrale, ed è allevato per la caccia agli ungulati, all'orso e alla lince. Il nome "Segugio della Foresta Nera" sembra essere stato creato in Nord America per scopi di marketing, poiché la razza non ha alcun legame con la Foresta Nera.

## Caratteristiche
Lo Slovensky kopov o segugio slovacco è un tipico cane da caccia con corpo muscoloso, arti piuttosto corti, coda non sottile e orecchie di media lunghezza. Il corto pelame è sempre di colore nero, con focature che possono variare dal fulvo al mogano. i maschi sono alti dai 45 ai 50  cm al garrese, le femmine dai 40 ai 45 cm. al garrese. Il peso può variare dai 15 ai 20 Kg . Gli occhi sono sempre scuri, profondi, vivaci e denotano coraggio.

## Temperamento
È intelligente ed è facile da addestrare. Inoltre, ha un buon senso dell'orientamento.

## Storia e utilizzo

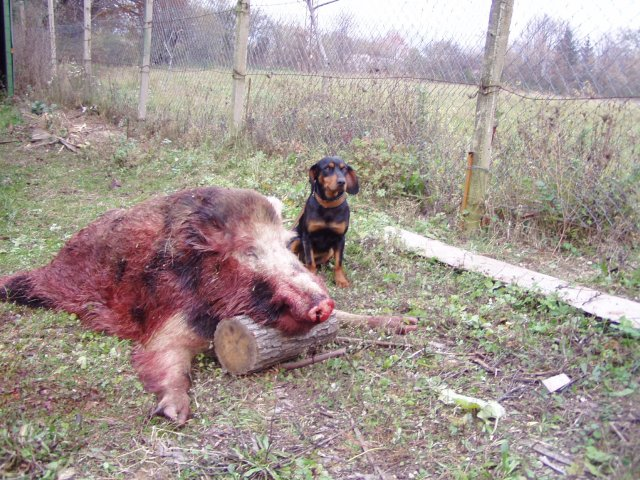
Cinghiale e Slovensky kopov messi a confronto per evidenziare la differenza di taglia.

Tipico e noto cane da caccia, fin dall'antichità, la razza odierna è stata riconosciuta per la prima volta nel 1870.
Lo Slovensky kopov è stato sviluppato ed è usato come cane da caccia e non come animale domestico o cane da mostra. È allevato per la caccia alla selvaggina di grandi dimensioni, in particolare il cinghiale. Sebbene estremamente comune nella sua area di origine, poco conosciuto in altri paesi. In Italia Lo Slovensky kopov trova un numero sempre maggiore di estimatori, lavora bene sia singolo che in coppia ed è utilizzabile come cane da traccia per il recupero di animali feriti dove dimostra eccellenti qualità.

## Riconoscimento

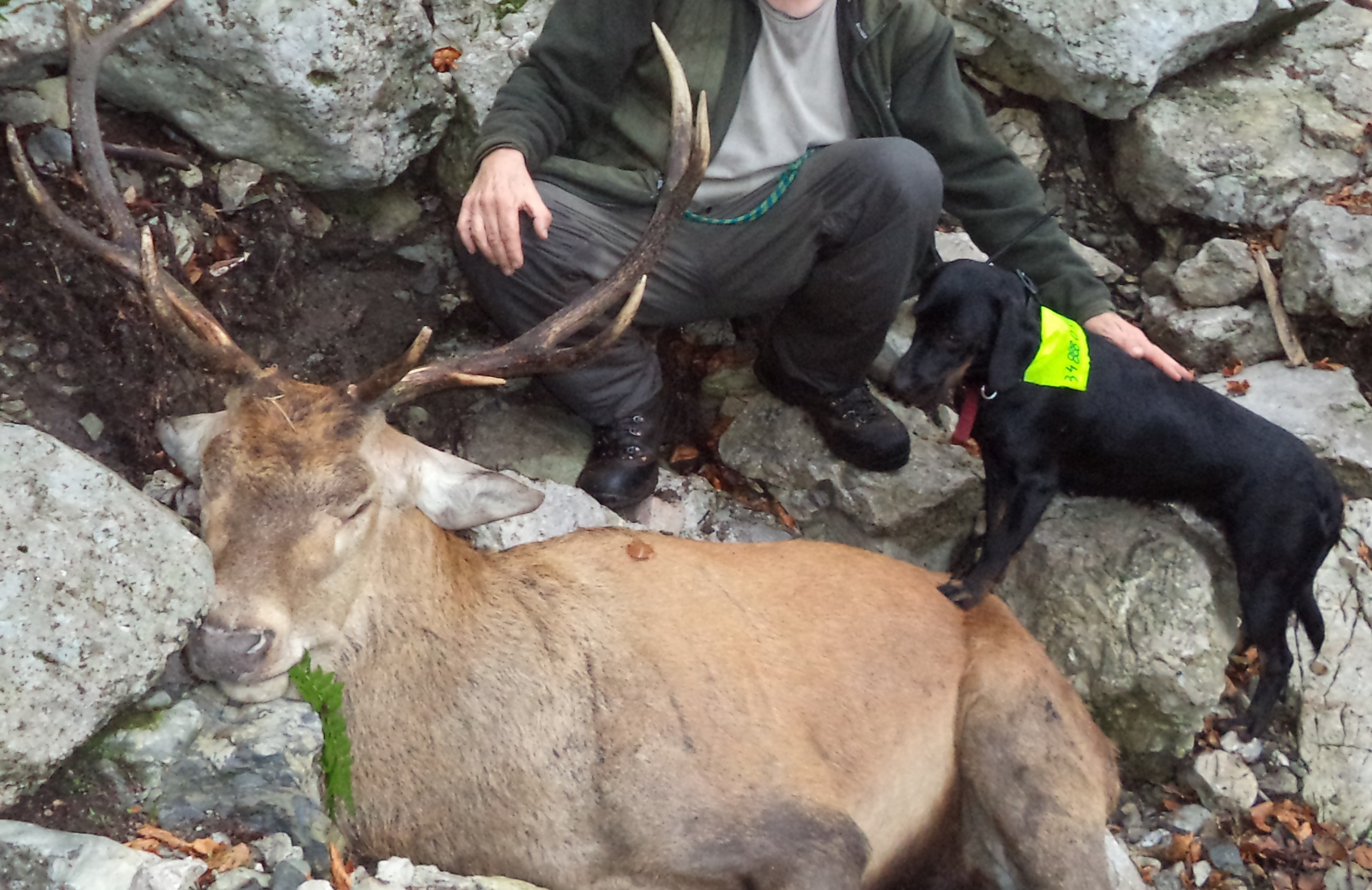
Recupero su cervo

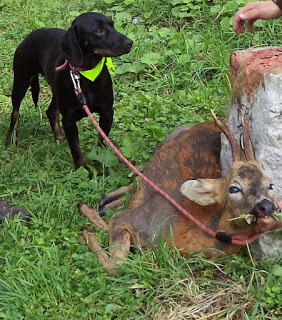
Recupero su capriolo

La razza è riconosciuta, nel suo paese di origine, con il nome di Slovenský kopov ed è elencata per la competizione internazionale di sport per cani della Fédération Cynologique Internationale come razza numero 244, nel Gruppo 6, segugi e razze affini, Sezione 1.2 segugi di taglia media. Esportata in Nord America, la razza è riconosciuta dalla traduzione inglese del suo nome, Slovakian Hound, dallo United Kennel Club negli Stati Uniti d'America. La razza può anche essere registrata con una varietà di traduzioni del nome come Black Forest Hound,.